# ديفيد إل. روبنز (كاتب)
ديفيد إل. روبنز (بالإنجليزية: David L. Robbins)‏ (4 يوليو 1950، بنسيلفانيا في الولايات المتحدة)؛ روائي أمريكي.

## روابط خارجية
- ديفيد إل. روبنز على موقع IMDb (الإنجليزية)